# 韦珀洛
韦珀洛是德国下萨克森州的一个市镇。总面积35.34平方公里，总人口1074人，其中男性571人，女性503人（2011年12月31日），人口密度30人/平方公里。